# Toblinger Knoten
Toblinger Knoten (italsky Torre di Toblin) je hora o výšce 2617 m n. m. v Sextenských Dolomitech v Jižním Tyrolsku. V horské válce v letech 1915 až 1918 měla strategický význam a byla zde vybudována řada pozic. Zbytky tehdejších vojenských cest se dnes používají jako oblíbené ferraty.

## Poloha a okolí
Toblinger Knoten se nachází v přírodním parku Drei Zinnen v jižní části Sextenských Dolomit. Na jihu, asi 300 metrů od hory, se nachází 2539 m vysoký Sextner Stein (italsky Sasso di Sesto), na jehož úpatí se nachází nejdůležitější turistická základna na území obce Toblach, horská chata Dreizinnenhütte. Tato oblast a jižně od ní se rozkládající náhorní plošina pod Drei Zinnen patří do údolí Rienztal na území obce Dobbiaco (Toblach). Na severu leží údolí Innerfeldtal na území obce San Candido (Innichen) a na východě údolí Fischleintal na území obce Sexten (Sesto). Hranice všech tří obcí se setkávají na vrcholu Toblinger Knoten.

## Historie
Na Toblinger Knoten poprvé vystoupili v roce 1889 W. Eckert a horský vůdce Michael Innerkofler. V roce 1892 se Seppu Innerkoflerovi podařilo uskutečnit prvovýstup západní hranou.
Před první světovou válkou patřila celá oblast Rakousku-Uhersku, hranice probíhala jižně od Toblinger Knoten podél Drei Zinnen až k Paternkofelu. Již v předválečném období byly na západě a východě hory vybudovány pozice, které však zpočátku nebyly nijak zvlášť významné. Bašta na západním rameni (2510 m) sloužila k monitorování terénu jižně od vrcholu, další na východním rameni, Adlerwache (2540 m) s Maendl-Galerie, kontrolovala celý Bödenalp nad údolím Fischlein. Další jeskyně, která sloužila jako ubytovací zařízení, se nacházela ve výšce 2520 m na východním křídle a důstojnická jídelna a kuchyně byly vybudovány na severní straně ve výšce 2475 m.
Krátce po začátku války, v srpnu 1915, došlo k italským útokům, při nichž italské jednotky postoupily až k Sextensteinu a zřídily zde pozice opevněné pytly s pískem. Strmá jižní stěna hory Toblinger Knoten však tvořila účinnou překážku. Hora tak byla nyní nejvzdálenějším bodem v oblasti obsazené Italy. Navíc z ní byl dobrý výhled na celou oblast bitvy, takže měla nyní velký strategický význam.
Z iniciativy polního kuráta Hospa, který již koncem roku 1915 využíval nejvyšší bod jako pozorovatelnu, byla v lednu 1916 na vrcholu zahájena stavba zemljanek. Těsně pod vrcholem byly do skály vyraženy tunely a střílny. K tomuto účelu byla vybudována i cesta přes severovýchodní křídlo. Pro italské dělostřelce však byla snadno viditelná, takže ji bylo možné používat pouze v noci. Jako alternativa byl na jaře 1916 postaven výtah Leitersteig. Výtah ze severní strany mohl na vrchol vyvézt náklad o hmotnosti až 150 kilogramů.
V dubnu 1917 rakouská armáda vyhloubila 300 metrů dlouhý tunel na Sextenstein, kterým zaútočila na italská opevnění. Pozice u Toblinger Knoten se udržely až do ústupu italské armády v listopadu 1917 a žádné větší rozšíření se neplánovalo.
Po válce cesty a zařízení chátraly a teprve v roce 1979 byly modernizovány na moderní ferratu. Některé prvky původní trasy, jako například dřevěné žebříky, byly zachovány. Trasa Feldkurata Hospa byla také místy zajištěna. Na ochoz v Adlerwache lze vystoupat s pomocí baterky.

## Trasy na vrchol
Výstupy na vrchol jsou velmi frekventované, protože se nacházejí v blízkosti snadno dostupné chaty Dreizinnenhütte. Objekt z první světové války je navíc oblíbenou turistickou atrakcí.

### Výstup po žebříku
Na severní straně vede via ferrata Leiternsteig přes 17 železných žebříků několika komíny na vrchol. Má obtížnost C.

### Ostatní stezky
Přes severovýchodní úbočí vede k Toblinger Knoten zajištěná vysokohorská cesta obtížnosti I (Nízká obtížnost, nejjednodušší forma lezení po skalách (ale ne snadný terén pro chůzi, k udržení rovnováhy jsou zapotřebí ruce. Začátečníci musí být na laně jištěni), Feldkurat-Hosp-Steig, která je místy zajištěná. Je zde několik lezeckých cest, včetně západní hrany (III) a jihozápadní stěny (III).